# Thí nghiệm Urey-Miller

Biểu đồ cuộc thí nghiệm

Thí nghiệm Urey–Miller hoặc thí nghiệm Miller–Urey là cuộc thí nghiệm mô phỏng giả thuyết về hoàn cảnh như núi lửa ở Trái Đất sơ khai và kiểm tra nguồn gốc sự sống (abiogenesis) xảy ra hay không. Nó được thực hiện bởi Stanley Miller và người thầy của ông, Harold Urey, vào năm 1953.
Trong thí nghiệm kinh điển này, các nhà nghiên cứu đã cố gắng mô phỏng lại quá trình hình thành vật chất tạo ra sự sống. Miller và Urey đã đổ nước đầy nửa một bình thót cổ 5 lít và dùng một ống thủy tinh để nối nó với một bình thót cổ khác đặt phía trên có chứa những điện cực làm bằng wolfram. Sau đó, họ trộn hỗn hợp khí mêtan, hiđrô, amonia vào trong nước của bình thót cổ phía dưới. Đun nóng bình này đến khi xảy ra hiện tượng hóa hơi và bắt nó liên tục nạp điện được phóng ra từ các điện cực của bình thót cổ đặt phía trên. Hỗn hợp khí được làm nguội, ngưng tụ và dẫn ngược trở lại vào bình thót cổ đầu tiên để tiếp tục chu trình trên. Bằng cách này, họ đã tái tạo lại được những điều kiện khí quyển ban đầu của Trái Đất mà họ cho rằng từ đó bão điện từ được sinh ra. Trong vòng một giờ, nước trong bình chuyển sang màu cam. Sau một tuần, họ quan sát thấy 15% cacbon đã chuyển thành hợp chất hữu cơ. Sau vài tuần, chất lỏng trong bình thót cổ trở nên sẩm màu và dần dần chuyển thành màu nâu thẫm. Khi phân tích chất này, Miller và Urey phát hiện một lượng lớn amino acid (amino acid) chứa trong nó, một thành phần trong cấu trúc cơ bản của khối vật chất sống. Sau đó, họ đưa ra một giả thuyết cho rằng amino acid được tạo ra trong phòng thí nghiệm tiểu biểu cho hỗn hợp hóa chất có trong đại dương vào thửa ban đầu của Trái Đất. Hơn nữa, từ các thiên thạch giàu cacbon một lượng amino acid đã được thêm vào trong hỗn hợp của đại dương lúc sơ khai.
Thí nghiệm đã thiết lập được quy trình tự nhiên tạo ra khối vật chất sống mà không đòi hỏi sự sống và nó đã khởi nguồn cho nhiều nghiên cứu sâu hơn về nguồn gốc sự sống.